# Ondergrondse kerk
Een ondergrondse kerk is een christelijke geloofsgemeenschap die vanwege religieuze onderdrukking - door bijvoorbeeld de staat of een concurrerende godsdienst (of concurrerende christelijke kerk) - gedwongen is kerkdiensten en andere bijeenkomsten in het geheim te houden. Hoewel het fenomeen 'ondergrondse kerk' gedurende de gehele kerkgeschiedenis voorkomt, wordt de term tegenwoordig ten aanzien van actuele problemen door westerse christelijke organisaties specifiek gebruikt voor niet erkende christelijke kerken onder communistische regimes en in de islamitische wereld. 
Godsdienstvrijheid is feitelijk een verworvenheid van de verlichting, die de scheiding van kerk en staat propageerde. Voordat dergelijke denkbeelden gangbaar werden was de instelling van een staatsgodsdienst meer regel dan uitzondering en werden andere religies ofwel vervolgd dan wel, in het beste geval, getolereerd.

## Minderheden
Met de ondergrondse kerk vergelijkbare situaties zijn dan ook gedurende lange perioden in de kerkgeschiedenis terug te vinden, waarbij het regelmatig ook voorkwam dat christelijke minderheden met een afwijkende mening werden onderdrukt door een eveneens christelijke meerderheid. Hierbij valt te denken aan de Katharen, Waldenzen, Hussieten en de protestanten in katholieke gebieden, zoals de Nederlanden onder keizer Karel V en  koning Filips II. Aan de andere kant moesten de katholieken in de Republiek der Zeven Verenigde Nederlanden en in Engeland lange tijd hun kerkdiensten in het geheim vieren, net als de andere dissenters. De vroege kerk in Rome, die in de tweede en derde eeuw vooral in de catacomben bijeenkwam om de verboden van verschillende Romeinse keizers te omzeilen, was zelfs in letterlijke zin een ondergrondse kerk.

## Oost-Europa
In veel Oost-Europese landen en ook in China werd in de jaren na 1945 door het communisme het atheïsme gepropageerd. Kerkgenootschappen konden echter in de meeste landen blijven bestaan, al stonden ze vaak onder staatscontrole en waren ze aan beperkingen onderhevig. Dit gold ook voor de aanhangers van andere religies. Verschillende groepen wilden zich echter aan deze staatscontrole onttrekken en gingen daarom "ondergronds". Albanië, waar iedere vorm van godsdienstuitoefening verboden was, vormde een uitzondering op de gangbare beperkte godsdienstvrijheid.

## Kerkgebouw
Als ondergrondse kerk wordt in meer letterlijke zin ook wel een kerkgebouw (of een deel daarvan, zoals de crypte) aangeduid, dat letterlijk onder de grond is gebouwd of in een rots is uitgehouwen. Een voorbeeld is de kapel in de Fluweelengrot in Valkenburg aan de Geul, die tijdens de Franse Tijd werd gebruikt. Wereldberoemd is de ondergrondse kerk in de Poolse Wieliczka-zoutmijn. Verder kunnen worden genoemd de Rotskerken van Lalibela in Ethiopië.